# 宽带山
宽带山论坛，简称宽带山或汉语拼音缩写的KDS，中国上海的一个门户网站和网上论坛，其论坛社区为上海本土最具影响力的民生论坛之一。 网站开设于1996年3月，较正式的论坛则于2000年启动。隶属于美国CBS（哥伦比亚广播公司）旗下的核心在线媒体PChome网站，与台灣的PChome Online无隶属关系。

## 网站介绍

### 网站内容
宽带山原本是「PChome网站」中讨论宽带技术的板块，子版块的名字为「宽带上网」，所有在此论坛的网友自称「土匪」，「土匪」一般意义上都聚集在山上，这也是宽带山这个名字的来源。论坛管理员称为猴子，源自管理员的同音词管理猿。论坛自2000年开设，起初以电脑相关的讨论为主，由于当时电脑家庭互联网接入的普及，新手求助贴得到众多网友帮助使得论坛人气不断上升。随着讨论“其他”内容的网友越来越多，如今的宽带山已经没有了明确的内容定向。尽管PChome还有其余的板块分类，但高人气的精髓部分几乎集中于此。
宽带山上最重要的讨论内容，是针对理财、求职、小吃等上海市「本土民生」内容，此类讨论包罗万象，可以涉及上海城市生活的各方面。

### 网站管理
尽管同样拥有关键词过滤和相应的删贴机制，针对诸如涉及中国政府的政治议题亦或带有一定性暗示的主题，在宽带山上似乎能够在一定时间内展开讨论，而此类话题通常不能为中国大陆的论坛所容忍。 比如，以站内信方式分享AV或成人内容的行为（宽带山网友称之为「懂的入」），以往能够在第一时间逃过管理员的处罚，或是处罚来临时分享的目的已经达到。中国官方加大对网络论坛管理力度后，宽带山管理员对于类似的「违规」帖子也会快速删除，并会视情况扣除积分。
目前KDS制定了“宵禁”和发文审核的游戏规则。宵禁就是管理员下班（0:00AM）到次日上班之前（9:00AM）禁止发帖和回复，该规则在2010上海世博会期间实行，导致大量海外网友由于时差缘故无法正常发帖。而关于发文审核，此流程异常漫长，特别是当你的发文中含有图片信息，流程周期大有赶上苹果App Store上进行软件发布审核漫长周期的趋势，并且往往发文不和某些规定或者KDS管理者喜好而无疾而终，消失在互联网的数据流中，管理方不会给你任何解释或者反馈。
KDS现在的言论自由受到史无前例的限制，许多援引自官方媒体的关于时政、经济的帖子也会遭到管理员毫无理由的锁帖或扣分。这些帖子在同属社会论坛的天涯、猫扑上却可以得到容忍。因此，KDS目前的言论尺度造成有见地的帖子数量急剧下降，结果导致论坛内充斥着大量美女露骨贴图、无意义的地域攻击帖子。其实这和中国共产党当局的社会管控政策相似，凡是引起社会争鸣的时政话题都藉由网络管理的借口予以压制，反而对于色情、诈骗类的内容却没有以网络管理的借口来有效管理。

## 影响力
据统计，宽带山共拥有600多万注册用户，55万个独立IP，也就是说至少有50多万人上论坛，其中大部分为各行各业的上海本土网民，也成就了论坛新闻播报的速度比传统媒体的记者更加快速得特点。无论是上海浦东机场货机空難、上海地铁1号线事故等上海重大事件，还是各种类似火灾、轻生、车祸等突发小事件，宽带山网民总能在第一时间开贴爆料，并且图文并茂，反应之迅速令人惊叹。

### 维护上海本土文化
上海实有人口高达2301万，其中39%为来沪人员。網路世界中上海人占多数比例的公共论坛屈指可数，寬帶山是少數上海人占多數的論壇之一，在宽带山发表侮辱上海的帖子，通常遭强烈回應和抨擊。宽带山上沪语的书面使用亦较为广泛，帖子内容也经常涉及排外情绪。

### 社会舆论监督
随着宽带山论坛在人群中影响力的提升，其名字也越来越多地为传统的平面媒体所提及。其往往作为某种消息来源与民意反映管道而出现。有时亦会针对网友的爱心活动而作专题报道。由于上海人遍布世界各地，宽带山在海外也有一定的影响力，这些人称为海外土匪。上海市域内和中国国内甚至海外一有重大事件或网友认为值得关注的事情发生，会有网友第一时间在宽带山发布，甚至一些其他媒体也要靠宽带山来得到新闻素材。
历史上宽带山影响最大的活动有为抗议声讨2009年2月4日「《新民晚报》辱沪门事件」，后据《明报》报道，事件惊动了一位已经退休的前中共领导人。2009年，在一起上海上海市南湖职业学校女生殴打同学的视频广泛在网上传播的背景下，超过200名宽带山网民在该学校门口集结，声讨打架者，在上海市引起不小的轰动。。在2009年6月，上海歌林春天小区业主王义刚殴打保安丁厚仪致死案件中，宽带山的网友体现了很好的人文关怀，多批网友自发前往丁厚仪生前工作的地方和家中进行慰问，更有担任律师的的网友免费为丁家做诉讼代理。
宽带山每年均会针对其注册网友举办线下聚会或相亲活动。

### 滬語造詞功能
比較典型如YP（硬盘，指代素质低且不认同上海文化的外地人）即出自該論壇。除此之外還有XS(小骚，指打扮时髦的女性），XSL（小骚卵，指打扮时髦的男性），JS（奸商），5PP54（没有图无视），哈密瓜（维吾尔族人），白完(安徽人），310(上海户口前三位数字，代指上海本地人）等。